# جاي رايت
جاي رايت (بالإنجليزية: Jay Wright) هو مدرب كرة سلة أمريكي، ولد في 24 ديسمبر 1961 في Churchville, Pennsylvania ‏ في الولايات المتحدة.

## وصلات خارجية
- جاي رايت على موقع كلية كرة السلة في سبورتس رفرنس.كوم (الإنجليزية)
- جاي رايت على موقع كلية كرة السلة في سبورتس رفرنس.كوم (الإنجليزية)

- جاي رايت على موقع إن إن دي بي (الإنجليزية)